# Sveriges damlandslag i amerikansk fotboll

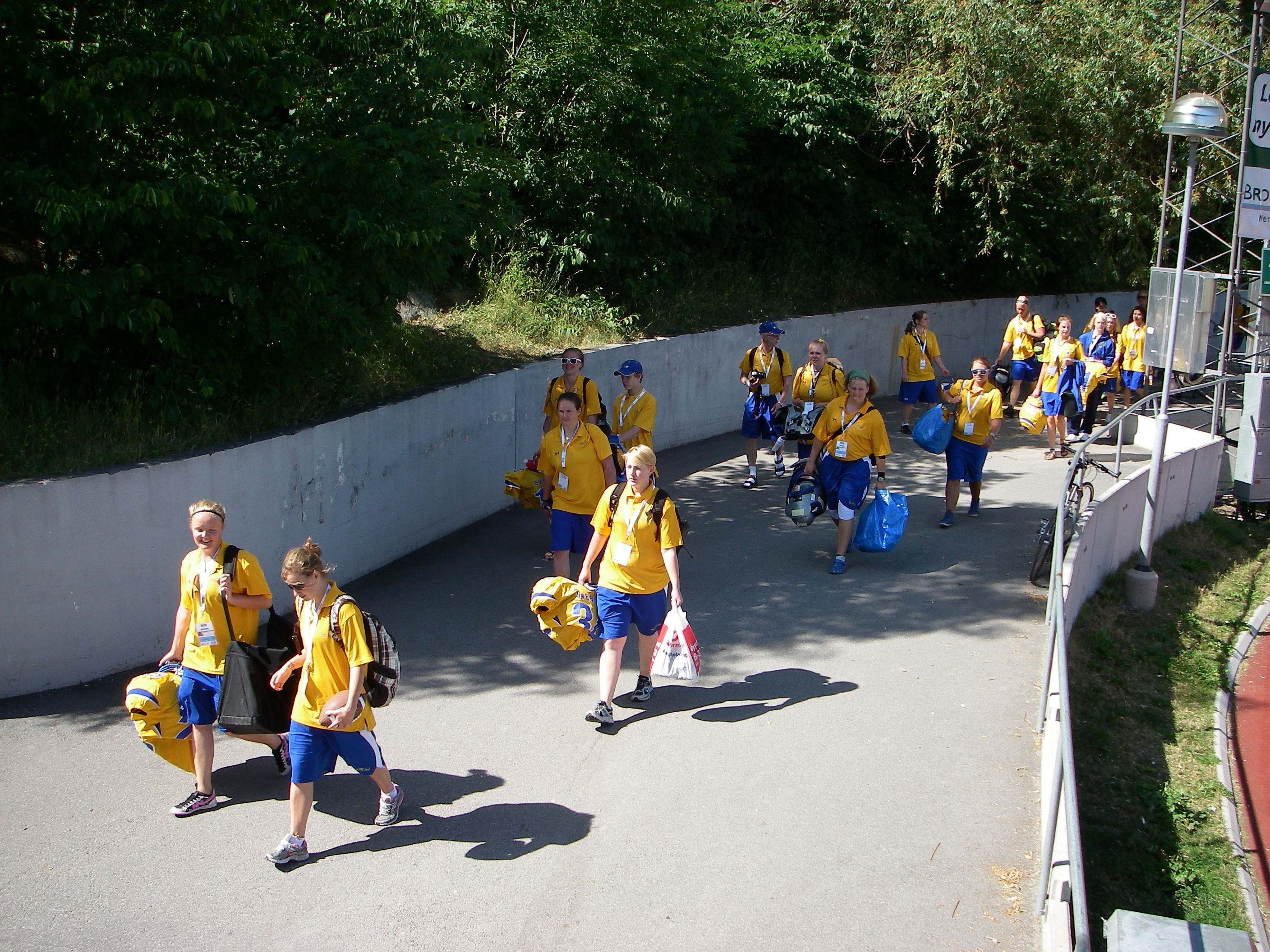
Delar av landslaget inför en match under VM 2010 i Stockholm.

Sveriges damlandslag i amerikansk fotboll (kallat Svea Shieldmaidens) representerar Sverige i amerikansk fotboll på damsidan. Förbundskapten är Thomas Larsson.
Landslaget spelade sin första landskamp den 4 oktober 2008. Svenskorna förlorade då med 0-64 mot Finland på Finnair Stadium i Helsingfors.
Namnet Svea Shieldmaidens blev offentligt den 27 maj 2014 och röstades fram i laget efter att Aftonbladet skrivit en artikel om damlandslaget där läsarna kunde lämna förslag på namn åt laget. Aftonbladet gjorde en uppföljande artikel där lagkaptenen Louise Hagéus meddelade att man valt namnet Svea Shieldmaidens.
Under VM 2010 gick laget inte vidare från gruppspel och inte heller under VM 2013. De vann däremot vid båda tillfällen spelet om femte platsen, 2010 mot Österrike och 2013 mot Spanien.
Vid Europamästerskapet 2019 tog laget silver efter Finland.